# Euxoa achor
Euxoa achor är en fjärilsart som beskrevs av John Kern Strecker 1899. Euxoa achor ingår i släktet Euxoa och familjen nattflyn. Inga underarter finns listade i Catalogue of Life.